# Квинбијан
Квинбијан (енгл. Queanbeyan, IPA:) је град у аустралијској савезној држави Нови Јужни Велс. Налази се 15 km западно од Канбере.
Основан је 1838. и тада је имао око 50 становника. По попису из 2006, град је имао 34.084 становника. Многи људи који траже посао у престоници Канбери долазе у Квинбијан због близине ова два града.
У Квинбијану је рођен возач Формуле 1 Марк Вебер.